# セコム医療システム
セコム医療システム株式会社は、セコムグループの一員である。在宅医療事業、訪問看護事業、病院運営支援（提携医療機関向け）、病院・診療所向けのICTソリューション、有料老人ホーム運営やサービス提供（役務提供）などを行う事業会社である。

## 沿革
- 2002年 会社設立
- 2003年 医療に特化した人材紹介会社としてセコムメディカルリソース（株）を設立
- 2003年「セコム・ホームセキュリティ」の契約者向けに「セコム・メディカルクラブ」を開始
- 2004年 デイサービス事業所として「セコムシニア倶楽部たまプラーザ」を開設
- 2004年 AED（自動体外式除細動器）を活用した新サービス「セコムAEDパッケージサービス」を開始
- 2005年 会員制健康管理クラブ「セコム健康くらぶKENKO」を開始
- 2006年 神奈川県横浜市に、有料老人ホーム「コンフォートガーデンあざみ野」を開設
- 2007年 デイサービス事業所の2カ所目の拠点として「セコムシニア倶楽部見花山」を開設
- 2008年 インドネシア経済連携協定に基づくインドネシア人看護師候補者が来日
- 2008年 提携病院の医療法人社団輝生会が、船橋市で指定管理者に選ばれ、船橋市立リハビリテーション病院を開院
- 2009年 兵庫県神戸市に、介護付きシニアレジデンス「コンフォートヒルズ六甲」をオープン
- 2009年 代表取締役社長に布施 達朗が就任
- 2010年 デイサービス事業の3ヵ所目の拠点として「セコムシニア倶楽部港北」を開設
- 2011年 デイサービス事業の4ヵ所目の拠点として「セコムシニア倶楽部藤が丘」を開設
- 2011年 セコムの健康食品の新ブランド「からだViBI」シリーズを立ち上げ
- 2011年 在宅生活の総合的なサポート拠点として「セコム在宅総合ケアセンター久我山」を開設
- 2012年 医薬品の共同購入を行うセコムメディファーマ株式会社を設立
- 2013年 「セコム・ホームセキュリティ」の契約者向けに「お元気コールサービス」を開始
- 2014年3月  豊田通商とキルロスカ・グループと協同でインドのバンガロールに病院を開院[2]。

## 提携医療機関
- 手稲渓仁会病院
- 札幌西円山病院
- 定山渓病院
- 札幌渓仁会リハビリテーション病院
- 久我山病院
- 荻窪病院
- 初台リハビリテーション病院
- 在宅総合ケアセンター成城
- 船橋市立リハビリテーション病院
- 新東京病院
- 千葉メディカルセンター
- 総泉病院
- 千葉中央メディカルセンター
- セコメディック病院
- 横浜新緑総合病院
- 西横浜国際総合病院
- 鶴巻温泉病院
- 友愛会病院
- ベリタス病院
- 神戸海星病院

### 提携クリニック
- 四谷メディカルキューブ
- 在宅総合ケアセンター元浅草
- 武蔵境クリニック
- 生涯医療クリニックさっぽろ
- あざみ野ガーデンクリニック